# Koebok RZjD 2009
De Koebok RZjD 2009 was een basketbaltoernooi in Europa dat in Krasnodar tussen 19 september 2009 en 20 september 2009 werd gehouden. Vier topteams namen deel aan dit toernooi: Lokomotiv-Koeban Krasnodar, Oyak Renault, Boedivelnik Kiev en Chimik Joezjne. Boedivelnik won het goud.
|  | halve finale (19 september) | halve finale (19 september) |    |                | finale (20 september) | finale (20 september) |
|  |                             |                             |    |                |                       |                       |
|  |                             |                             |    |                |                       |                       |
|  | Boedivelnik Kiev            | 78                          |    |                |                       |                       |
|  | Chimik Joezjne              | 64                          |    |                |                       |                       |
|  |                             |                             |    |                |                       |                       |
|  |                             |                             |    |                |                       |                       |
|  |                             |                             |    |                | Boedivelnik Kiev      | 58                    |
|  |                             | Lokomotiv-Koeban Krasnodar  | 44 |                |                       |                       |
|  |                             |                             |    |                |                       |                       |
|  |                             |                             |    |                | Derde plaats          |                       |
|  |                             |                             |    |                |                       |                       |
|  | Lokomotiv-Koeban Krasnodar  | 71                          |    | Chimik Joezjne | 90                    |                       |
|  | Oyak Renault                | 51                          |    |                | Oyak Renault          | 52                    |

## Eindklassering
| #      | Land                       |
| ------ | -------------------------- |
| Goud   | Boedivelnik Kiev           |
| Zilver | Lokomotiv-Koeban Krasnodar |
| Brons  | Chimik Joezjne             |
| 4      | Oyak Renault               |

2005 · 2006 · 2007 · 2008 · 2009 · 2011